# Bionectriaceae
Bionectriaceae é uma família de fungos da ordem Hypocreales. Uma estimativa de 2008 coloca 35 géneros e 281 espécies nesta família. As espécies desta família tendem a crescer sobre material vegetal, incluindo detritos de madeira, enquanto algumas espécies se associam com algas, briófitas, ou outros fungos.

## Lista de géneros
Esta é uma lista de géneros de Bioectriaceae:
- Battarrina
- Bionectria
- Bryocentria
- Bryonectria
- Clibanites
- Dimerosporiella
- Globonectria
- Halonectria
- Heleococcum
- Hydropisphaera
- Ijuhya
- Kallichroma
- Lasionectria
- Mycoarachis
- Mycocitrus
- Nectriella
- Nectriopsis
- Ochronectria
- Paranectria
- Pronectria
- Protocreopsis
- Roumegueriella
- Selinia
- Stephanonectria
- Stilbocrea
- Trichonectria
- Valsonectria
- Verrucostoma[4]